# Torsen

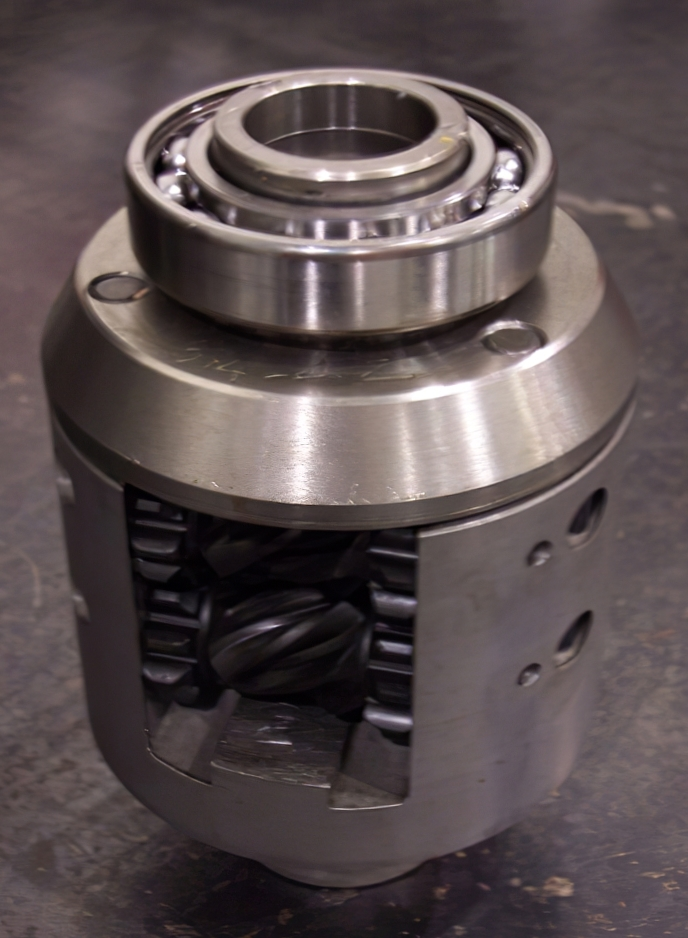
Diferenciál Torsen používaný v systému Audi Quattro

Torsen (celým názvem Torsen traction) je druh samosvorného diferenciálu montovaný do vozů kvůli optimálnímu rozdělení točivého momentu mezi přední a zadní nápravu nebo mezi koly jedné nápravy. Název "Torsen" je odvozen ze dvou anglických slov - Torque (točivý moment) a Sensing (snímání, předvídání).

## Historie
První mechanismus se skládal ze dvou závitových převodů, které byly spojeny pomocí ozubených kol. Systém byl patentován v USA Alexandrem T. Brownem 4. června 1918. V roce 1958 Američan Vernon Gleasman patentoval systém Torsen Type 1 a v roce 1982 patent odkoupila firma Gleason Corporation. Od roku 2003 je ve vlastnictví firmy Toyoda Machine Works divize Toyota Motor Company.
Mechanismy tohoto typu byly použity kromě jiných i ve vozech značek Alfa Romeo, Audi (systém Quattro), Volkswagen (systém 4Motion), Hummer a spousta jiných.